# Демовка (Львовская область)
Демовка (укр. Демівка) — село в Журавновской поселковой общине Стрыйского района Львовской области Украины.
Население по переписи 2001 года составляло 60 человек. Занимает площадь 0,39 км². Почтовый индекс — 81795. Телефонный код — 3239.

## История
В 1946 г. указом ПВС УССР хутор Демня-Сулятецкая переименован в Демовку.